# Johann Noetzel
Johann Noetzel (* 4. April 1977 in Seattle, Washington) ist ein US-amerikanischer Fußballtorhüter, der aber auch die deutsche Staatsbürgerschaft besitzt.

## Karriere

### Klub
In seiner Jugend war er bei Aston Villa. Nach seiner Zeit in der Reserve-Mannschaft der Seattle Sounders wechselte er im März 2000 in die von Dallas Burn. Dort kam er am 9. September 2000 auch zu seinem ersten und einzigen Einsatz in der MLS. Bei dem 2:1-Sieg über die San Jose Earthquakes stand er in der Startelf. Im Februar 2001 wechselte er dann wieder nach England, wo er nun Teil der Reserve-Mannschaft von Aston Villa wurde. Gut ein weiteres Jahr später ging es für ihn dann im Februar 2002 auf die Nördlichen Marianen, wo er nun für den Tan Holdings FC aktiv war. Nachdem er von April 2015 bis Ende 2016 dann auf den Philippinen noch einmal für den Stallion FC zwischen den Pfosten stand, kehrte er Anfang 2017 wieder zurück zu Tan Holdings. Von Anfang 2018 bis November 2020 war er dann auf Guam noch einmal Teil des IDL FC auf Guam und beendete danach auch hier seine Karriere.

### Nationalmannschaft
Von 2012 bis zumindest 2016 hütete er in verschiedensten Spielen auch für die A-Nationalmannschaft der Nördlichen Marianen das Tor. Sein Debüt hier hatte er am 24. November 2012 bei einer 0:8-Freundschaftsspielniederlage gegen Guam. Im nächsten Jahr war er dann noch für seine Mannschaft bei allen drei Spielen der Qualifikation zum AFC Challenge Cup 2014, der wiederum Teil der Qualifikation für die Asienmeisterschaft 2015 war, aktiv.
Auch bei der Ostasienmeisterschaft 2015 und dem Turnier im Jahr 2017 war er mit seiner Mannschaft dabei.